# 31 minutos, la película
31 minutos, la película es una película infantil basada en el popular programa de televisión de títeres 31 minutos, realizado por la productora Aplaplac, y dirigida por sus mismos creadores, Álvaro Díaz y Pedro Peirano. El guion estuvo a cargo de Díaz, Peirano, Rodrigo Salinas y Daniel Castro, y la música fue compuesta por Pablo Ilabaca y Angelo Pierattini. A diferencia del programa de televisión, en esta cinta se desarrolla una aventura fuera del noticiero, centrada en el personaje de Juanín Juan Harry, y su amistad con Tulio Triviño.
Su filmación empieza en 2006, aunque ya existía la idea de realizar una película sobre los personajes del noticiero infantil chileno. En 2003 el proyecto gana un premio CORFO para la elaboración del guion. La película se grabó en Chile y Brasil. El libreto contenía escenas cuyos efectos eran imposibles de realizar en Chile, por lo que la empresa española User T38 estuvo a cargo de los efectos especiales y la producción de la película. Se realizó un casting telefónico para elegir las voces de algunos personajes.
El estreno para el público se programó inicialmente para fines de 2006, pero fue pospuesto por diversas mejoras en su etapa de postproducción. Se estrenó en Chile el 27 de marzo de 2008. Al estrenarse se convirtió en la cinta más cara del cine chileno, costando dos millones y medio de dólares. En 2009 ganó el premio Coral en la categoría Animación del Festival de La Habana.

## Sinopsis
La malvada multimillonaria Cachirula está obsesionada con completar su colección de animales extraños y para ello encarga a Tío Pelado traer a Juanín Juan Harry hasta su maléfica isla. Mientras tanto, el día del cumpleaños de Tulio Triviño, Juanín tiene todo preparado para festejarlo, pero los planes de Cachirula triunfarán con un engaño que terminará con Juanín despedido y alejado de sus amigos. Como es de suponer, es en ese momento que Tío Pelado convencerá a Juanín de ir a trabajar con él a su canal y rápidamente lo meterá en un contenedor y lo subirá a un barco en dirección a la isla. Cuando todo el personal de 31 minutos se den cuenta, comenzarán un viaje que no estará exento de risas, tormentas y hasta ganas de volver a casa, aunque finalmente el valor de la amistad será más fuerte.

## Argumento
Durante una persecución para atrapar un Búfalo de Cabello Rubio, el cual intentaba escapar de la isla de la coleccionista Cachirula de los Cachirulos, esta se enfada con su traficante Tío Pelado, por no conseguir el último animal raro que necesita para completar su colección, un Juanín. Tío Pelado le muestra una fotografía de Juanín Juan Harry y Cachirula dice que está dispuesta a pagar lo que sea para obtenerlo, a lo que Tío Pelado va en su captura.
Mientras tanto en su casa, Juanín realiza los últimos preparativos para la fiesta de cumpleaños de Tulio Triviño en la cual le tenía de regalo un gran cuadro mostrando su respeto, además de una tarjeta hecha con sus propias manos. Su rutinario día transcurre con absoluta normalidad, pero al momento de saludar al auxiliar de aseo, Tío Pelado ataca a este y se viste con sus ropas para pasar desapercibido, tras lo cual se dedica a alterar el cuadro que Juanín le realizó a Tulio, ridiculizándolo, haciendo que cuando se revela el regalo, todos se burlen de él (el cuadro alterado muestra a Tulio yendo al baño, sentado en el inodoro con los pantalones abajo, intentando defecar, y con un globo de texto cerca de la cabeza con la palabra "idiota" escrito en el), y en su enfado, despide a Juanín de 31 minutos, para desconcierto de este, quien antes de irse le hace entrega de la tarjeta que el mismo realizó, pero Tulio le da la espalda y no quiere saber nada de él.
Tío Pelado aprovecha la situación y engaña a Juanín prometiéndole un mejor trabajo en su propio canal si lo acompañaba a su estudio, a lo que el exproductor de 31 minutos accede; lo lleva a la entrada de un estudio que no es más que un barco rumbo a la isla de Cachirula; mientras tanto, la cámara de vigilancia del canal revela que fue Tío Pelado quien alteró el cuadro de Juanín, a lo que Tulio y sus amigos van a buscarlo, pero Guaripolo y Sopapiglobo, disfrazados de policías, los detienen porque creen que ellos habían matado a un personaje que resultó estar en la misma selda. Juan Carlos Bodoque le cuenta la situación a Guaripolo y los lleva a todos en el auto al muelle. Luego de algunas cosas, Guaripolo les dice que Juanín está en una caja subiendo al barco y cuando le dicen a Guaripolo que los lleve al barco, este y Sopapiglobo se van en el auto con otros personajes. Necesitaban salvar a Juanín, pero ya era demasiado tarde; el barco ya había zarpado a la isla, ante lo cual Tulio revela que el posee un yate (de 20 años) para poder viajar, por lo que él, Juan Carlos Bodoque, Mario Hugo, Policarpo Avendaño, los tramoyas y varios personajes recurrentes del canal deciden acompañar en el rescate de su colega y amigo; Patana Tufillo fue restringida para viajar por Tulio, pero Mario Hugo la infiltra en el yate para así tener la oportunidad de declarar sus sentimientos por ella.
Durante el viaje Tío Pelado le revela su malvado plan a Juanín y este al sentirse solo conoce a un pequeño animal que vive en el barco llamado Vicente Arthur Gordon Norman Donald (el cual prefiere que lo llamen “Bicho”); juntos viajan hacia la isla en la cual Bicho le revela detalles del zoológico exótico que Cachirula posee, al preguntarle a Juanín de donde viene, este recuerda su primer encuentro con Tulio y Bodoque (quienes lo rescataron mientras estaban perdidos en el bosque, y lo bautizaron Juanín al ser esta la única palabra que decía), a lo cual Bicho le dice que si sus amigos son de verdad irán por su rescate; irónicamente, los títeres del noticiero quieren devolverse pero Tulio los arenga para seguir adelante, pero ni siquiera sabe conducir su yate (puesto que estaban navegando en círculos, literalmente), a lo que Patana sale de su escondite y conduce el yate hasta alcanzar a Tío Pelado, quien para su infortunio recibe una llamada de Cachirula y enterándose de la situación le ordena llevar a sus persecutores al Mar de Vientos Tremendos, por lo que el capitán de su barco libera una pantalla de humo para confundir al yate de Tulio llevándolos al siniestro lugar, en donde para su desgracia se encuentran con una tormenta, la cual hace que Juan Carlos Bodoque se caiga del barco y se pierda en el mar (por ineptitud de Tulio más que nada ya que le lanzó el otro extremo de la cuerda que Patana segundos antes le había lanzado a Bodoque), lo cual deja al resto de personajes desmoralizados por su pérdida pero Tulio insiste en ir al rescate de Juanín, aludiendo a que “es lo que Bodoque hubiese querido”.
Finalmente, Juanín llega a la isla en la cual está repleta de animales raros y también conoce a Cachirula, quien se encuentra encantada de completar su colección, a la vez que rompe su palabra y en vez de pagar, se deshace de Tío Pelado para eliminar todo rastro de testigos del secuestro de Juanín, quien conoce a un Huachimingo perteneciente al zoológico, el cual le dice que este es un bello y plácido lugar y además nadie ha podido escapar a excepción del Búfalo de Cabello Rubio, del cual nunca más volvieron a saber; a Juanín le parece aburrido el lugar (puesto que lo único que sabe hacer es trabajar) por lo que simula un noticiero con el resto de animales, pero Cachirula lo regaña por desobedecer sus reglas, a lo que procede a decirle que sus amigos del noticiero no lo quieren y que ella es la única amiga de él y todos los animales del zoológico.
Al amanecer, luego de pasar la tormenta, Juan Carlos Bodoque es rescatado por un barco repleto de Huachimingos (rompiendo el mito de la serie el cual decía que el Huachimingo que trabaja en el canal es el último de su especie), el cual lo pretenden matar, creyendo, incitados por Guaripolo (quien junto con Sopapiglobo, fungen como policías en la película pero sus sospechas siempre son equivocadas) que él es Tío Pelado quien capturó a uno de los suyos, pero Bodoque afirma con una fotografía que no es el villano por lo que los Huachimingos le salvan la vida, y en agradecimiento Bodoque le dice al jefe de la tribu que sabe dónde puede estar su amigo perdido. Mientras tanto Tulio y los tripulantes del barco son tragados por una ballena, creyendo que es el fin de su existencia, pero sorpresivamente Tío Pelado los ayuda a escapar de la ballena (pero para su descalabro son expulsados por el “agujero por donde hace…”) y llegan a la isla.
Tulio y Tío Pelado (quien lo abandona al llegar al castillo) van a reclamar a Juanín, pero este le dice, incitado por Cachirula, que es feliz con ella y que no lo necesita a él, por lo que Tulio le pide perdón por lo sucedido en el canal y le entrega la tarjeta que le dio en su cumpleaños para que recuerde lo amigos que son. Juanín se aflige por la situación, pero Tulio, los funcionarios del noticiero, Bodoque y los Huachimingos le declaran la guerra a Cachirula por la liberación de Juanín y los animales del zoológico.
Conforme transcurre la estadía de Juanín en la isla, el atraviesa una puerta a la que Cachirula prohibía el paso, y ahí descubre para su horror que se trataba de una sala de ejecución y que el Búfalo que creyó que había escapado, fue asesinado y colgada su cabeza en la pared como trofeo; Cachirula aparece por atrás y dice que lo mató por no querer ser su amigo, por lo tanto Juanín correrá el mismo destino, lo que incita su huida, pero es capturado por las muñecas de Cachirula para ejecutarlo no solo a él sino a todos los animales de su zoológico, al mismo tiempo el ejército de 31 minutos se encuentra listo para la batalla, pero son superados en número por las muñecas asesinas de Cachirula, sin embargo el jefe de los Huachimingos llamó a todos las razas de animales que sufrieron los secuestros de Cachirula, por lo que en igualdad de condiciones fueron al ataque comenzando la batalla, pero Cachirula vuelve a desequilibrar la balanza a su favor con unas muñecas robóticas gigantes y cuando todo se creía perdido, Bicho se integra a la batalla con los Pequeños Hombres Musculosos quienes a base de amor, vencen a la amenaza robótica, Cachirula furiosa le ordena a su fiel servidora Estrella de Lana la ejecución de Juanín pero Tulio y sus amigos llegan, lo salvan de su ejecución y es la propia Estrella quien termina decapitada por la guillotina empleada, tras esto liberan a todos los animales cautivos pero Juanín regresa a su habitación para recuperar la tarjeta de Tulio, es sorprendido por Cachirula y llevado a una quebrada en la isla, donde en el borde la villana declara que si ella no es feliz nadie lo será, y si alguien se acerca lanzará a Juanín al vacío, y tras un momento “fuera de lugar” de Mario Hugo (quien se le declara a Patana para descalabro de Tulio y los consejos de Bodoque), Cachirula lanza a Juanín al vacío, y Tulio se lanza a su rescate en donde son salvados por la misma ballena que los trago en altamar.
Cachirula al ver que no tiene escapatoria, decide escapar con Estrella de Lana (quien se cosió la cabeza) en su silla de transporte pero esta falla y se descontrola, alejándolas de la isla y finalmente explota terminando con la aparente muerte de las villanas.
Tulio se reencuentra finalmente con Juanín y ellos juntos con todos sus aliados celebran la victoria sobre Cachirula, a la hora del adiós Bodoque pensaba quedarse con los Huachimingos pero cambia de opinión cuando se revela que las manchas negras en realidad son quemaduras parte de su iniciación, todos se lamentan por separarse pero Tulio les dice a los animales que podrán volver con sus familias y ellos al canal por lo que todos celebran mientras suena una versión folclórica de “Yo nunca vi Televisión”, y con Mario Hugo buscando a Patana mientras todos bailan al ritmo de la música.
Después de los créditos, el funcionario que Juanín saludo en el canal que Tío Pelado atacó para sustituirle antes en la película, se libera de su prisión y dice sospechar que el hombre que lo golpeo planea secuestrar a Juanín, por lo que decide ir a avisarles al canal antes que sea demasiado tarde.

## Personajes
| Personaje                   | Actor de voz en español Chile |
| --------------------------- | ----------------------------- |
| Búfalo Rubio                | Rodrigo Salinas               |
| Cachirula de los Cachirulos | Catalina Saavedra             |
| Estrella de Lana            | Jani Dueñas                   |
| Tío Pelado                  | Daniel Castro                 |
| Juanín Juan Harry           | Rodrigo Salinas               |
| Gallo de Juanín             | Nadine Voulliéme              |
| Vendedor de periódicos      | Patricio Díaz                 |
| Hombre de Aseo              | Eduardo Ibeas                 |
| Tulio Triviño               | Pedro Peirano                 |
| Policarpo Avendaño          | Daniel Castro                 |
| Mico el Micófono            | Daniel Castro                 |
| Patana                      | Jani Dueñas                   |
| Mario Hugo                  | Rodrigo Salinas               |
| Despachador                 | Pedro Subercaseaux            |
| Balón Von Bola              | Álvaro Díaz                   |
| Juan Carlos Bodoque         | Álvaro Díaz                   |
| Hombres Musculosos          | Eduardo Ibeas                 |
| Tramoyas                    | Daniel Castro Patricio Díaz   |
| Ilse Sasso                  | Jani Dueñas                   |
| Joe Pino                    | Álvaro Díaz                   |
| Cámara de seguridad         | Sebastián Silva               |
| Guaripolo                   | Patricio Díaz                 |
| Lord Warmington Banquete    | Fernando Solís                |
| Pescado                     | Tamara Goldschmied            |
| Chica de Guaripolo          | Nadine Voulliéme              |
| Chancho Irrarázabal         | Rodrigo Salinas               |
| Vicho                       | Patricio Díaz                 |
| Vendedor de bolsillos       | Pablo Ilabaca                 |
| Dante Torobolino            | Francisco Schultz             |
| Ténison Salinas             | Rodrigo Salinas               |
| Bodoque niño                | Maximiliano Martínez          |
| Tulio niño                  | Constanza Contreras           |
| Juanín niño                 | Catalina Feliú                |
| Raúl Guantecillo            | Pedro Peirano                 |
| Huachimingo                 | Daniel Castro                 |
| Pato Tengo Miedo            | Álvaro Díaz                   |
| Charanguito                 | Sebastián Silva               |
| Tío Horacio                 | Álvaro Díaz                   |
| Rosario Central             | Álvaro Díaz                   |
| Bongo Stingo                | Pedro Peirano                 |
| Líder de los huachimingos   | Daniel Castro                 |
| Líder de los búfalos rubios | Rodrigo Salinas               |
| Mariposas bondadosas        | Daniel Castro                 |

## Producción
La especulación de la película empezó en el 2003 en la primera temporada, y tiempo después se empezaron a hacer los planes y libretos, y en el 2006 se empezó a filmar. En un principio se evaluó la posibilidad de incluir a Sonia Braga en el papel de Cachirula, pero bajo el nombre de Adriana y como persona, pero se pensó que la mezcla entre títeres y humanos no resultaría. La película se fue haciendo y no se sabía ni la trama ni nada, lo único que se sabía es que con la película se acababa la serie (hasta su regreso en 2014). En 2007 hubo un casting para elegir las voces de Tulio, Bodoque y Juanín para la escena en donde eran niños.
Luego de hacer las escenas en Chile se fueron a seguir filmando en Brasil. En septiembre de 2007, para revisar la coproducción en España, por no portar dinero en efectivo, Pedro Peirano (cocreador de 31 minutos) fue señalado como inadmitido en ese país. Solo la intervención de la Embajada chilena permitió su salida del aeropuerto.
Después de eso, la película ya estaba lista y se le asignó como fecha de estreno en Chile, el 27 de marzo de 2008. Cabe mencionar que aparecieron dentro de los programas de TVN 24 horas y Buenos días a todos, para promocionarla. Según el diario La Tercera, 210 000 espectadores asistieron a ver la cinta en el país, siendo estos datos precisados por el sitio Cine Chile: 218 376 espectadores.
Para el doblaje brasileño, la voz de Cachirula estuvo a cargo de Mariana Ximenes, y la de Tulio fue realizada por Márcio García.

## Secuela
El 5 de octubre de 2024, la cuenta oficial de Youtube de Amazon Prime Video reveló un teaser tráiler de lo que sería una nueva película de 31 minutos, la cual se dio a conocer se estrenará en algún punto de 2025. 